# Fara (vin)
Pour les articles homonymes, voir Fara.

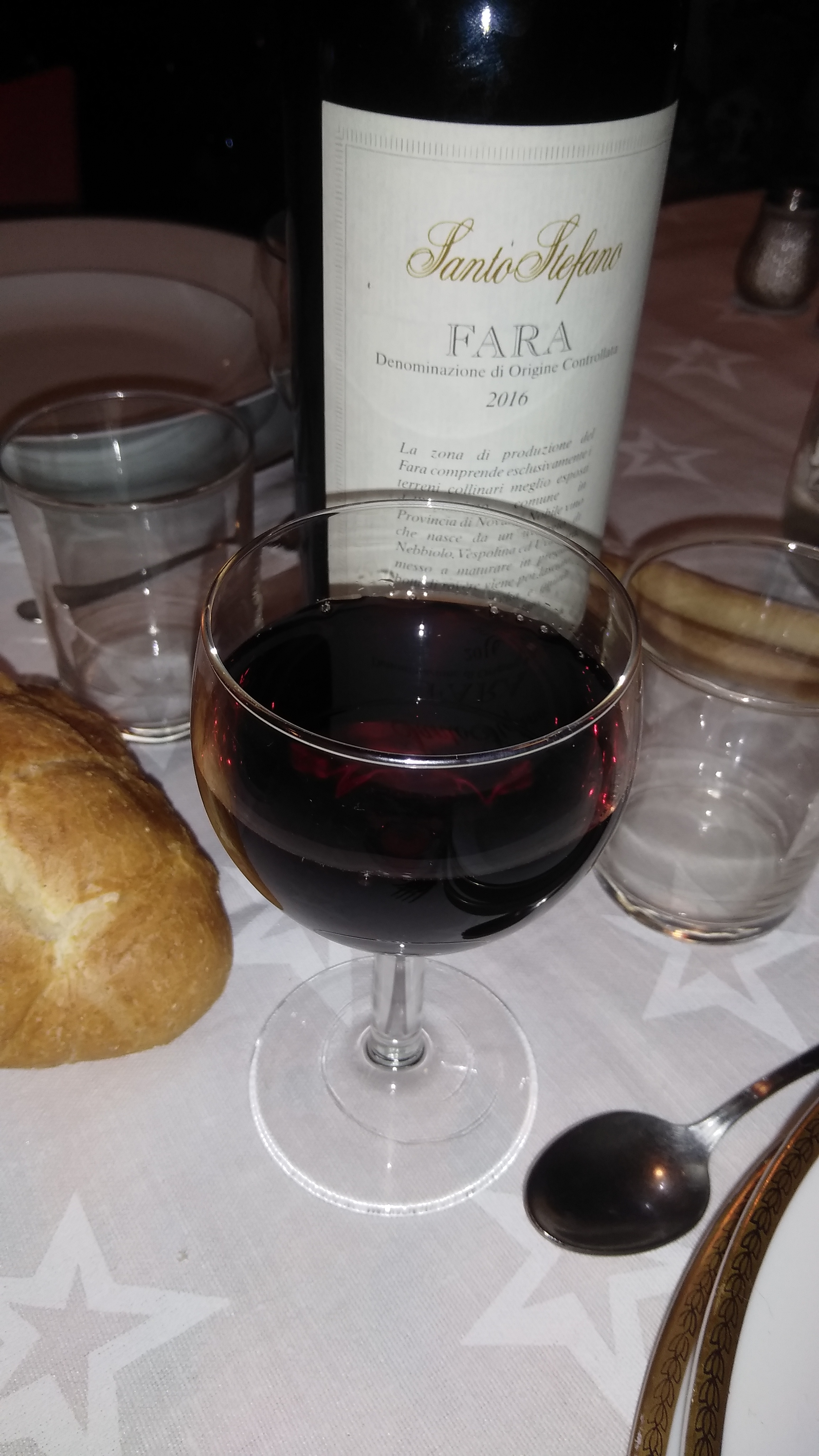

Le Fara est un vin italien de la région Piémont doté d'une appellation DOC depuis le 13 août 1969. Seuls ont droit à la DOC les vins rouges  récoltés à l'intérieur de l'aire de production définie par le décret. Les vignobles autorisés se situent en province de Novare, quelques kilomètres au sud du Lac Majeur, dans la commune de Fara Novarese et de Briona. La superficie plantée en vignes est de 18 hectares.
Le vieillissement minimum légal est de 3 ans. Il doit être conservé pendant au moins 2 ans de cette période en fûts de chêne ou de châtaignier.
Les vins sont similaires aux vins de Ghemme
- Les communes possédant l'appellation Fara (DOC)

## Caractéristiques organoleptiques
- couleur : rouge rubis plus ou moins intense
- odeur : fin, avec des arômes de violette.
- saveur : sec, sapide, harmonieux..

Le Fara se déguste à une temperature de 16 à 18 °C. Le vin peut vieillir 6 - 12 ans.

## Production
Province, saison, volume en hectolitres :
- Novara  (1990/91)  896,28
- Novara  (1991/92)  556,22
- Novara  (1992/93)  619,79
- Novara  (1993/94)  629,79
- Novara  (1994/95)  983,08
- Novara  (1995/96)  711,57
- Novara  (1996/97)  1265,81